# Journal of Cardiovascular Magnetic Resonance
Das Journal of Cardiovascular Magnetic Resonance, abgekürzt J. Cardiov. Magn. Reson., ist eine wissenschaftliche Fachzeitschrift, die vom Biomed Central-Verlag im Auftrag der Society for Cardiovascular Magnetic Resonance veröffentlicht wird. Die Zeitschrift erscheint ausschließlich online und frei zugänglich. Es werden Arbeiten veröffentlicht, die sich mit der Entwicklung und Anwendung der Magnetresonanztomographie in der Kardiologie beschäftigen.
Der Impact Factor lag im Jahr 2014 bei 4,556. Nach der Statistik des ISI Web of Knowledge wird das Journal mit diesem Impact Factor in der Kategorie Herzkreislaufsystem an 22. Stelle von 123 Zeitschriften und in der Kategorie Radiologie, Nuklearmedizin und medizinische Bildgebung an neunter Stelle von 125 Zeitschriften geführt.